# Dryophytes femoralis
A Dryophytes femoralis a kétéltűek (Amphibia) osztályába, a békák (Anura) rendjébe, a levelibéka-félék (Hylidae) családjába, azon belül a Hylinae alcsaládba tartozó faj.

## Előfordulása
Az Amerikai Egyesült Államok délkeleti területén honos. A természetes élőhelye mérsékelt övi erdők, mocsarak és időszakos édesvízi tavak.

## Megjelenése
Testhossza 25-37 milliméter. Vöröses barna színű, de lehet szürke, vagy zöldesszürke is. Narancssárga vagy szürkés fehér foltok vannak a combján.

## Életmódja
Szöcskékkel, tücskökkel, bogarakkal, hangyákkal, darazsakkal és ugró pókokkal táplálkozik.